# 북가좌동
북가좌동(北加佐洞)은 서울특별시 서대문구에 있는 동이다. 법정동으로서 북가좌1동과 북가좌2동으로 이루어져 있다. 북쪽으로는 은평구 응암동, 동쪽은 남가좌동, 남쪽으로는 마포구 중동, 서쪽으로는 불광천을 경계로 은평구 증산동과 접하고 있다. 2001년 기준으로 북가좌동의 면적은 1.37km2, 인구는 현재 5만 3667명이다.

## 유래
북가좌동에서 '가좌'라는 이름은, 본래 이 지역이 산으로 둘러싸여 있고, 가재가 많아 '가재울', 한자음으로 '가좌리'(加佐里)라고 부르던 것에서 유래되었다. 후에 북가좌동과 남가좌동으로 나뉘면서, 가재울의 북쪽에 있다는 뜻에서 북가좌동이라는 이름이 붙여지게 되었다.

## 역사
- 조선 시대, 한성부 북부 연희방 가좌동2계(加佐洞二契)에 속하게 됨
- 1914년 3월 1일, 경기도 고양군 연희면 북가좌리에 속하게 됨
- 1949년 8월 13일 서대문구(은평출장소에서 관할)로 편입되었고[1] 서울시로 편입되며 증가동회로 명칭 변경
- 1950년 3월 15일, 북가좌동으로 명칭 변경
- 1970년 5월 18일, 북가좌동사무소 설치
- 1977년 9월 1일, 북가좌1동, 북가좌2동으로 분리
- 2001년 11월 20일 : 남청파인힐아파트 일대 지번[2]이 은평구 응암동으로 편입됨.[3]

### 사건
- 1988년 10월 16일, 교도소 이감 중 탈주한 지강헌이 북가좌동 고영서의 집에서 인질극을 벌였다.[4]

## 교통
북가좌동은 거북골길을 통해서 북가좌1동과 북가좌2동이 나뉘는데, 이 중 북가좌1동은 수색로와 접하고 있고, 북가좌2동은 응암로, 증산로 등과 접하고 있다. 대중교통으로는 북가좌2동에 서부운수의 차고지가 위치하며, 수색로 및 거북골길 등에서 서울 시내 각지로 연결되는 버스의 이용이 가능하다. 아울러 지하철이 직접 동내로 들어오지는 않으나, 서울 지하철 6호선 디지털미디어시티역과 증산역이 인접하여 있다.(불광천을 건너가야 한다.)

## 문화재
북가좌동내 문화재로는 조선 선조의 제 7왕자인 인성군(仁城君)의 손자인 화산군(花山君)의 묘가 있던 자리에 화산군신도비(花山君神道碑. 서울시유형문화재 41호)가 남아 있다. 이 비석이 돌로 된 거북 위에 세워졌기에 주민들로부터 '거북비'라고 불렸으며, 북가좌1동과 북가좌2동을 구분짓는 도로인 거북골길의 이름은 인근 마을을 '거북골'이라고 부른 데서 착안해 붙여졌다.

## 주요 시설
- 관공서
  - 북가좌소방파출소
  - 북가좌지구대
- 기업 / 법인
  - KT 가좌지점(가좌전화국)
  - 서부운수
- 학교
  - 북가좌초등학교
  - 가재울중학교
  - 가재울고등학교
  - 가재울초등학교

## 같이 보기
- 대한민국의 행정 구역